# عمر والتشيع
عمر والتشيع ثنائية القطيعة والمشاركة هو كتاب أثار جدل في الأوساط الدينية، مؤلفه هو الكاتب والمفكر العراقي حسن العلوي يتحدث هذا الكتاب بشكل أساس عن عمر بن الخطاب.

## نبذة عن الكتاب
نشر هذا الكتاب لأول مرة في جريدة الصباح العراقية على شكل حلقات وبعد ذلك في عام 2007 نشر على شكل كتاب كامل، وقام حسن العلوي بكتابة هذا الكتاب وهو في دمشق وأهداه إلى روح عثمان العبيدي، والكتاب يحوي على بابين وأكثر من 320 صفحة.

## أبواب الكتاب
يتكون الكتاب من بابين هما:

### الباب الأول
كونية عمر- البرية-والدولة-والرعية تحدث هذا الباب عن حياة عمر قبل وبعد الإسلام ووصف مظهره العام، وتحدث عن طريقة إسلامه وكيف أنشأ دولته التي أسماها الكاتب بدولة المشروع المحمدي، وتحدث عن سياسته مثل سياسة التعيينات وسياسة العطاء وكيف كان يستفيد من الخبرات في إدارة الدولة وكيف كان يلزم الولاة بكشف أموالهم وقال أن دولة عمر كان يعمها السلم الأهلي والاستقرار الاقتصادي عدا عام الرمادة الذي تدهورت فيه الأوضاع الاقتصادية في الحجاز.
ولعل أهم مافي هذا الباب حديثه عن علاقة عمر بعلي ابن ابي طالب حيث قال أن علاقتهما كانت على أفضل ما يكون وكان علي يشترك مع عمر في صناعة القرار.

### الباب الثاني
عمر في المنظور الشيعي فقه القطيعة وفقهاء المثالب وهذا الباب أثار جدلاً كبيراً حيث انتقد بشدة بعض المرويات التاريخية التي تبغض عمر واستعرض عدد من المؤلفين الذين قال أنهم أساؤوا لعمر وانتقدهم بشدة، وتحدث عن الكثير من الكتاب والمؤلفين الشيعة الذين انتصروا لعمر أمثال علي الوردي وهاشم معروف الحسني وصنف ما يكتبوه في خانة التنوبر الشيعي و التشيع العلوي.
كما تحدث الكاتب أيضاً عن صفات أخيه هادي العلوي التي قال أنها تقترب من صفات عمر في الزهد ووصفه بأنه ماركسي وعلماني ونموذجه عمري.

## آراء المنتقدين
انتقد الكثيرون هذا الكتاب
```
واعتبره البعض يسيء إلى المذهب 
الشيعي
 لأنه انتقد بعض كبار المؤلفين الشيعة أمثال كاظم القزويني و مرتضى العسكري.
```

## آراء المؤيدين
أيد الكثيرون هذا الكتاب, خصوصا في الوسط السني واعتبروا حسن العلوي كاتباً معتدلاً.
1. ↑  "عمر والتشيع: ثنائية القطيعة والمشاركة". Goodreads (بالإنجليزية). Retrieved 2024-02-09.